# ألبير أديب

ألبير أديب

ألبير أديب (1908 - 1985)، شاعر وأديب وصحافي لبناني، ولد في المكسيك وتوفي في بيروت. وغادر المكسيك مع والدته وهو في الخامسة من العمر إلى لبنان كما عاش في الإسكندرية والقاهرة والسودان. ودرس الابتدائية والثانوية بالإسكندرية والقاهرة وكتب في صحف ومجلات مصرية وسودانية ولبنانية. ثم استقر بلبنان وساعد في إصدار مجلة «الأسبوع» كما أصدر مجلة «الأديب» في بيروت عام 1942 والتي كتب فيها عدة شعراء وشاعرات بارزين خاصة من العراق. وأنشأ «المجمع الموسيقي الشرقي» وأسس في 1938 إذاعة راديو الشرق والتي هي إذاعة لبنان حاليا. وأسس مع كمال جنبلاط الحزب التقدمي الاشتراكي في 1949. وأصدر في 1952 ديوان «لمن» وله أيضا ديوان «أنغام وألحان». يعتبره النقاد من رواد المدرسة الرمزية في الشعر العربي الحديث ويتسم شعره بعدم اتباع القافية والوزن ويتميز بالمراوحة بين الرومانسية والرمزية والواقعية التقريرية.

## النشأة والمسيرة
ولد ألبير بن سعيد أديب في المكسيك وغادرها مع والدته إلى لبنان في سن الخامسة. وأثناء الرحلة توجها للإسكندرية بسبب إصابته بالسعال الديكي فبقيا فيها من 1914 إلى 1917. وتعلم في مدرسة الفرير بالإسكندرية. ثم ذهب إلى القاهرة ودرس بمدرسة الفرير هناك لأربع سنوات أخرى وأقام بها. ودرس اللغة العربية بمدرسة القديس يوسف المارونية بالقاهرة من 1921 إلى 1924 وتعلم بمدرسة التجارة الحكومية الليلية من 1924 إلى 1926.
راسل عندما كان يدرس في المدرسة التجارية الليلية عدة جرائد ومجلات عربية من بينها «كوكب الشرق» ولسان الحال والوفد ومجلة «الرقيب» ومجلة «الإخاء» و«السياسة الأسبوعية». وسافر بعد ذلك إلى السودان أين أصبح محاسبا لوزارة المالية ونشر أعماله في صحيفتيها وهما «ملتقى النهرين» و«حضارة السودان». وفي 1930 رجع إلى القاهرة ثم سافر إلى لبنان واستقر فيها. وقد وصلت شهرته الصحفية إلى لبنان قبل مجيئه إلى هناك ولقي هناك حظوة في الصحافة إذ كتب في جرائد «النداء» و«البرق» و«المعرض» و«الشعب» و«المكشوف».
أنشأ المجمع الموسيقي الشرقي وانتخب رئيسا له، وأسس في 1938 إذاعة راديو الشرق (إذاعة لبنان حاليا)، بتعليمات من المفوضية الفرنسية في لبنان، وعمل مديرا لها. وأصدر في 1942 مجلة «الأديب» والتي نشرت الشعر العربي الحديث والعراقي منه خاصة إذ نشرت لعبد الوهاب البياتي ونازك الملائكة وبلند الحيدري وبدر شاكر السياب. وأسس في 1949 مع كمال جنبلاط الحزب التقدمي الاشتراكي. واُنتخب أمين سر كتلة التحرير الوطني التي كان يرأسها عبد الحميد كرامي في ذلك الوقت.
أصدر ديوان «لمن» عن دار المعارف بمصر في 1952 والذي نشرت غالبية قصائده في مجلة الأديب. ونشر عدة قصص قصيرة عندما كان في القاهرة بمجلة السياسة الأسبوعية. وكتب مقالات متنوعة في «الأديب» إذ أن افتتاحياته فيها هي مقالات فنية. يتميز أسلوبه الشعري بعدم اتباع الوزن والقافية لذلك اعتبره بعض النقاد من الأوائل الذين أطلقوا المدرسة الرمزية في الشعر العربي الحديث. تتسم قصائده بالمراوحة بين الرومانسية والرمزية والواقعية التقريرية. وتُرجم ديوانه إلى الإنجليزية والفرنسية والإيطالية والإسبانية.

## أعماله
- لمن، دار المعارف، مصر، 1952
- أنغام وألحان

## مؤلفات حوله
- ذكريات ألبير اديب، إلياس خوري

## وصلات خارجية
- صفحة ألبير أديب في موقع الأرشيف للمجلات الأدبية والثقافية